# Kotel (Słowenia)
Kotel – wieś w Słowenii, w gminie Sodražica. W 2018 roku liczyła 4 mieszkańców.